# William Glyn
William Glyn, est un joueur américain de tennis des années 1880.

## Palmarès
- US Open : finaliste en 1881